# Fausto Ramón Mejía Vallejo
Fausto Ramón Mejía Vallejo (ur. 15 grudnia 1941 w Bejucal) – dominikański duchowny rzymskokatolicki, w latach 2012–2021 biskup San Francisco de Macorís.

## Życiorys
Święcenia kapłańskie otrzymał 26 listopada 1972 i został inkardynowany do diecezji La Vega. Pracował m.in. jako rektor miejscowych seminariów, wychowawca katechistów i diakonów stałych oraz jako rektor uniwersytetu w Cibao.
31 maja 2012 został mianowany biskupem San Francisco de Macorís. Sakry biskupiej udzielił mu 28 lipca 2012 kard. Nicolás de Jesús López Rodriguez.
15 maja 2021 przeszedł na emeryturę.